# Alberto Conte
Alberto Conte (* 22. März 1942 in Asti) ist ein italienischer Mathematiker, der sich mit Geometrie befasst.
Conte studierte Mathematik in Turin mit der Laurea 1965. Danach war er bis 1976 Assistent am Lehrstuhl für höhere Geometrie.  1970/71 war er Gastwissenschaftler an der University of Warwick und 1982 am Mittag-Leffler-Institut. Ab 1966 war er Assistenzprofessor in Turin, ab 1976 außerordentlicher Professor und später ordentlicher Professor für Geometrie. 1976 bis 1981 war er Direktor des Instituts für Geometrie der Universität Turin und 1981 bis 1987 Leiter der Mathematikfakultät. 1991 bis 2012 unterrichtete er dort höhere Geometrie. 2003 bis 2012 war er Mitglied des Graduiertenkollegs für Mathematik der Universität und betreute zahlreiche Doktoranden. 1984 bis 1990 war er Vizerektor und 1990 bis 1996 Prorektor der Universität Turin. 2006 bis 2012 stand er der Fakultät für Mathematik, Physik und Naturwissenschaften vor. 1977 bis 1996 war er im Verwaltungsrat der Universität und 1990 bis 1996 und 2006 bis 2012 im Akademischen Senat.
1997 bis 2007 war er im  Consiglio Universitario Nazionale (CUN). 1994 bis 2000 war er Präsident der Unione Matematica Italiana und 1995 bis 1998 im Exekutivkomitee der Europäischen Mathematischen Gesellschaft, in deren Rat er 1998 bis 2005 war. 1994 bis 2006 vertrat er Italien in der International Mathematical Union.
Er befasst sich mit algebraischer Geometrie und Topologie, insbesondere studierte er das Problem der Unirationalität algebraischer Varietäten in drei und mehr Dimensionen. Er war Koordinator der Gruppe für Algebraische und Geometrische Strukturen und deren Anwendung (Gruppo Nazionale per le Strutture Algebriche e Geometriche e le loro Applicazioni, GNSAGA) des italienischen Forschungsrats CNR. Er befasste sich auch mit Mathematikgeschichte, besonders zu seinen Vorläufern als Geometer in Turin Corrado Segre und Gino Fano.
1986 wurde er korrespondierendes und 2002 volles Mitglied der Turiner Akademie der Wissenschaften, deren Präsident er 2012 bis 2015 war.
In den 1970er Jahren gab er die italienische Ausgabe des Logik-Lehrbuchs von Joseph Maria Bocheński heraus.

## Schriften
- Herausgeber mit Gianfranco Casnati und anderen: From Classical to Modern Algebraic Geometry: Corrado Segre's Mastership and Legacy, Birkhäuser 2016
- Herausgeber: Algebraic Threefolds: Proceedings of the 2nd 1981 Session of the Centro Internazionale Matematico Estivo (C.I.M.E.), Springer, Lecture Notes in Mathematics 947, 1982